# Björkör
Björkör är en by med ett hemman i Föglö kommun på Åland, numera avfolkad. Den utgörs av en vidsträckt arkipelag belägen huvudsakligen väster om ön Björkör, där bebyggelsen finns. Efter att hemmanet blev obebott i början av 1960-talet gjordes hela arkipelagen 1966 till naturreservat. Björkör ingår sedan 2006 i Ålands södra skärgårdsförsamling och hörde tidigare till Föglö församling. 

## Geografi
Björkörs arkipelag sträcker sig åt sydväst från Föglö ut mot Ålands hav. Byn har vattengräns i öster mot Bråttö och i norr och väster mot Lemlands kommun. I söder gränsar Björkörs vatten mot öppet hav. 
”Gyttret av kullriga bergsholmar, småskär och undervattensgrynnor bildar en fångstarm som gör att trafiken från Ålands hav mot Finland måste söka sig in i det smala Ledsundet och vidare in i Ledfjärden”, skriver Jan Andersson i boken Rödhamns värld, där ett avsnitt handlar om ”Björkör – det sista skärgårdsriket”.
Längre ner finns en lista över större holmar och skär som hör till Björkör.

## Historia
Holmen Björkör var sedan urminnes tider en allmänning. De så kallade häradsallmänningsholmarna på Åland, som senare kallades kronoallmänningar, finns enligt Erik Bertell förtecknade första gången 1556. Nya förteckningar gjordes omkring hundra år senare (1659 och 1661), och senare finns de listade utan större förändringar bland annat 1692, 1730, 1752 och 1775.
I förteckningarna från 1659 och 1661 omtalas att Björkör då arrenderades av Bråttöborna. Så var fallet också på 1730-talet. Av domboken den 22 februari 1738 framgår att bönderna i Bråttö betalade 4 daler silvermynt om året i arrende. I första hand torde de ha fiskat strömming där, sannolikt jagade de också säl. Möjligen nyttjade de också holmarna för bete.

### Björkör befolkas
Björkör fick sina första fasta invånare 1758 när två par i trettioårsåldern flyttade dit: Tomas Mattsson (1726–1794) och hans hustru Anna Mattsdotter (1730–1801) samt Johan Johansson och hans hustru som också hette Anna Mattsdotter. De var alla  hemma från byn Hellsö i skärgårdssocknen Kökar (kapell under Föglö) och hade växt upp i en miljö som liknade den på Björkör. Skillnaden var att på Kökar bodde mängder med människor, bara i Hellsö fanns tolv bondgårdar. På Björkör skulle de leva ensamma på en liten holme. Johan Johansson och hans hustru gav upp efter några år och återvände till Hellsö, men Tomas Mattsson och hans hustru blev kvar och byggde upp skärgårdshemmanet på Björkör.
Björkör kom sedan att brukas bland deras efterkommande till mitten av 1900-talet. Den siste av den gamla släkten var Algot Mattsson (1910–94) – en sonsons sonsons sonson till Tomas och Anna – som flyttade därifrån 1950, men hans åldrige far Johan Mattsson (1876–1962) stannade sedan ensam kvar på Björkör till kort före sin död.

### Den första kartan
Den första karta över Björkör upprättades 1774 av lantmätaren Christian Braxer. I texten till kartan nämns att kronoallmänningen då beboddes av Tomas Mattsson, som 1760 hade erhållit landshövdingens fullmakt att bebygga holmen, och vid 1768 och 1774 års auktioner även hade ropat in området för 10 daler och 16 öre silvermynt i årligt arrende. Lantmätaren räknar sedan upp alla holmarna och beskriver deras beskaffenhet. På själva Björkör fanns några ängar – Norrhagen, Hemhagen och Söderhagen – som gav hö, medan resten av holmen bestod av berg med små dälder där det växte asp, al och björk som gav Tomas Mattsson ved att elda med och även en del vinterfoder i form av löv åt djuren. Vidare sägs om Brännskär – som exempel – att holmen ”består av berg med enebuskar och någon små björkskog samt rönn- och alskog beväxta, föder tio får i fyra veckor”. Timmer och virke till gärdsgårdar fanns däremot inte på Björkör utan måste skaffas från annat håll. Fjällfisk fanns heller inte eftersom ”härstädes ej äro några möten eller vikar, varest fisken kan hava stånd”, det vill säga det fanns inga bra platser för fisken att vara på. Dock kunde under somrarna någon badfisk fångas till husbehov. Skötläggning (strömmingsfiske med skötar) bedrevs vid Örskär. Fångsterna var så goda att de räckte till husbehov och till en årlig försäljning av mellan fyra och sex tunnor strömming. Sälskytte bedrevs också, och varje år brukade sju eller åtta sälar kunna fångas. 
Livet på Björkör var speciellt. Fisket och jakten hade stor betydelse, särskilt strömmingsfisket och säljakten, som vi ser av lantmätare Braxers beskrivning. Stora mängder salt strömming såldes varje år till Helsingfors, och för pengarna köptes nödvändiga varor som salt och spannmål. Något egentligt jordbruk existerade inte utan marken användes till slåtter. Björkör var enligt jordeböckerna ett lotshemman (så redan 1795), och på östra delen av hemlandet fanns en lotsstation. Under första världskriget var rysk militär stationerad vid lotsstugan. Stationen drogs in 1937, och lotsstugan brändes ner 1968.

### Hemmanet skapas
År 1775 ombildades den gamla kronoallmänningen Björkör till ett kronohemman. Tomas Mattsson hade ropat in besittningsrätten på en auktion hållen vid 1775 års ting, enligt 1777 års jordebok. Kronohemmanet skattköptes den 4 oktober 1887 av Mats August Mattsson (1853–1890), en sonsons sonson till Tomas Mattson. Därmed blev hela arkipelagen privatägd.

### Naturreservatet
Efter Johan Mattssons död 1962 sålde arvingarna hela Björkörs arkipelag till en helsingforsbo, men Ålands landskapsstyrelse beslöt 1965 att lösa in hemmanet med hjälp av jordförvärvslagen, och sedan 1966 är Björkör ett naturreservat. Landskapsregeringens miljöbyrå ansvarar för skötseln. Deras trägna arbete har resulterat i att Björkör är ett av Ålands finaste utfärdsmål.

## Björkör den 27 juli 2013

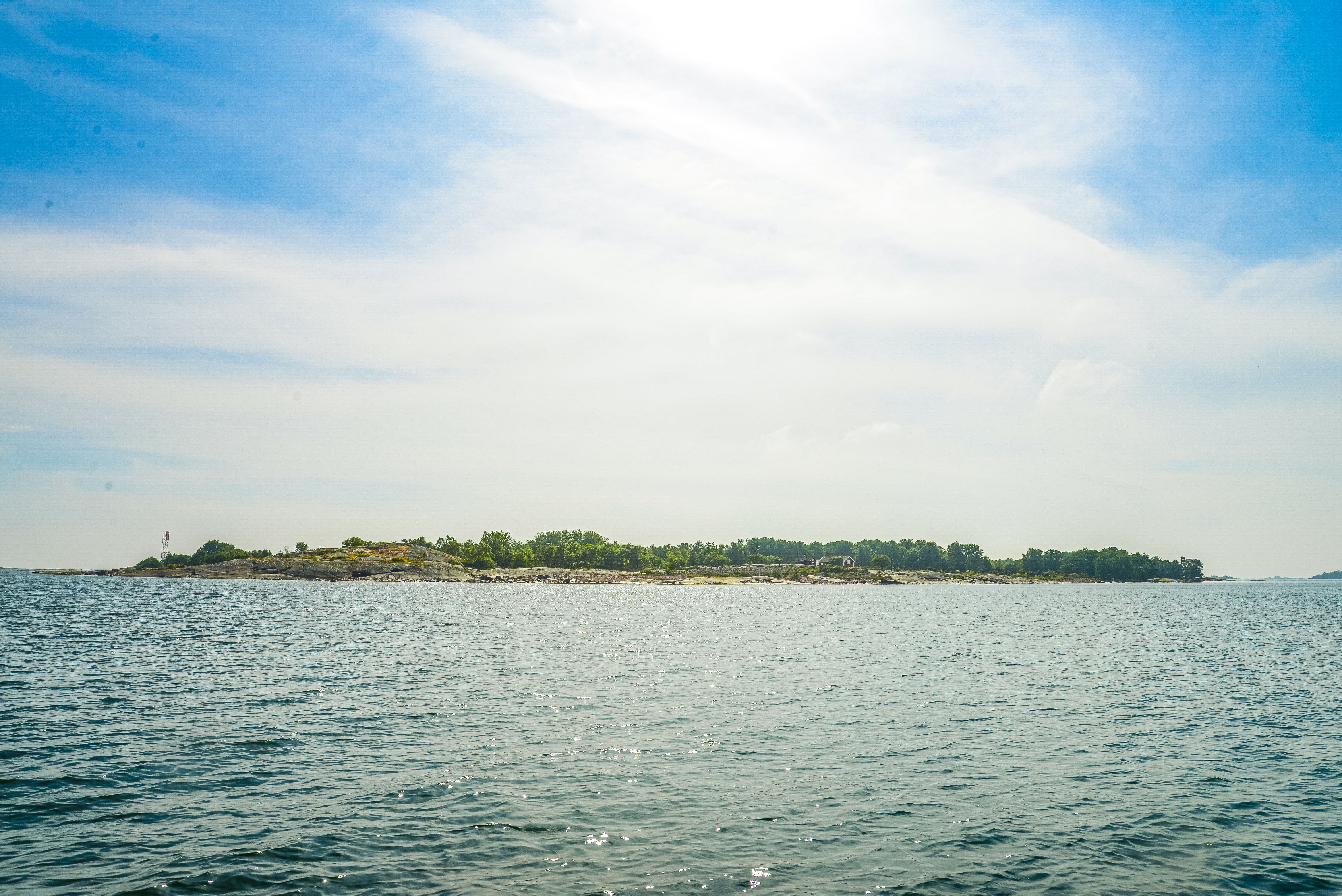
Björkör från sjön.
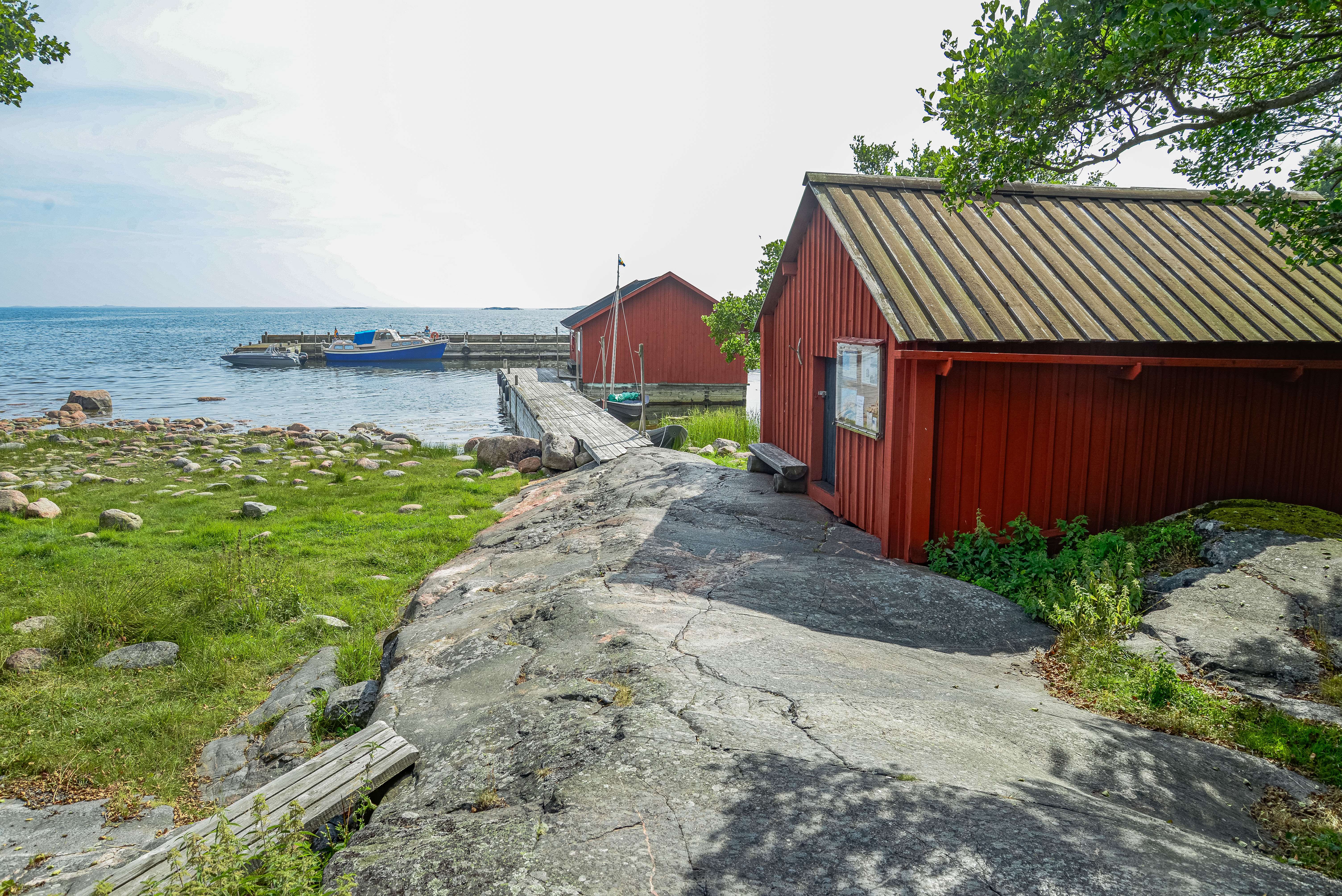
Sjövistet.
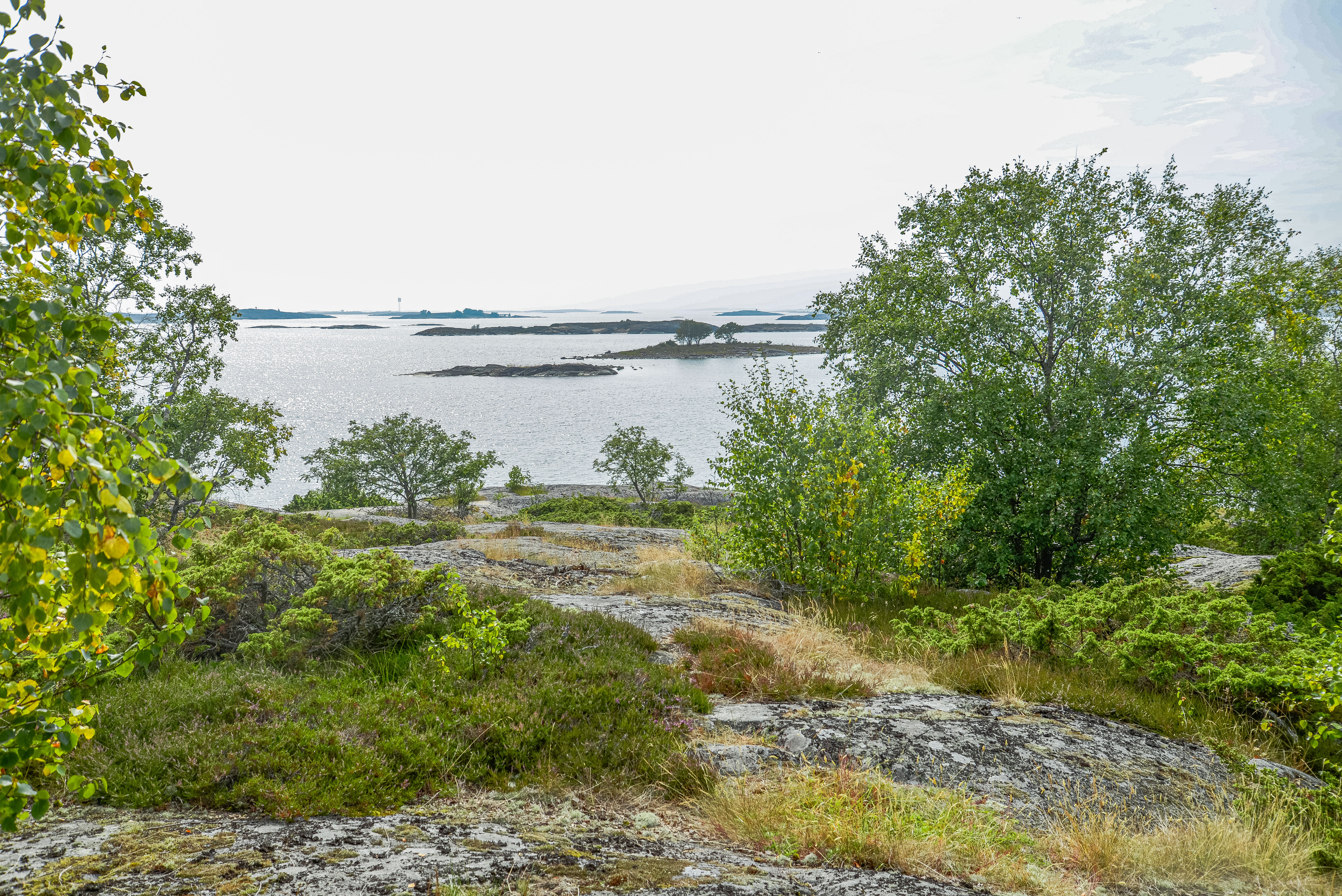
Vy från Björkör mot arkipelagen.
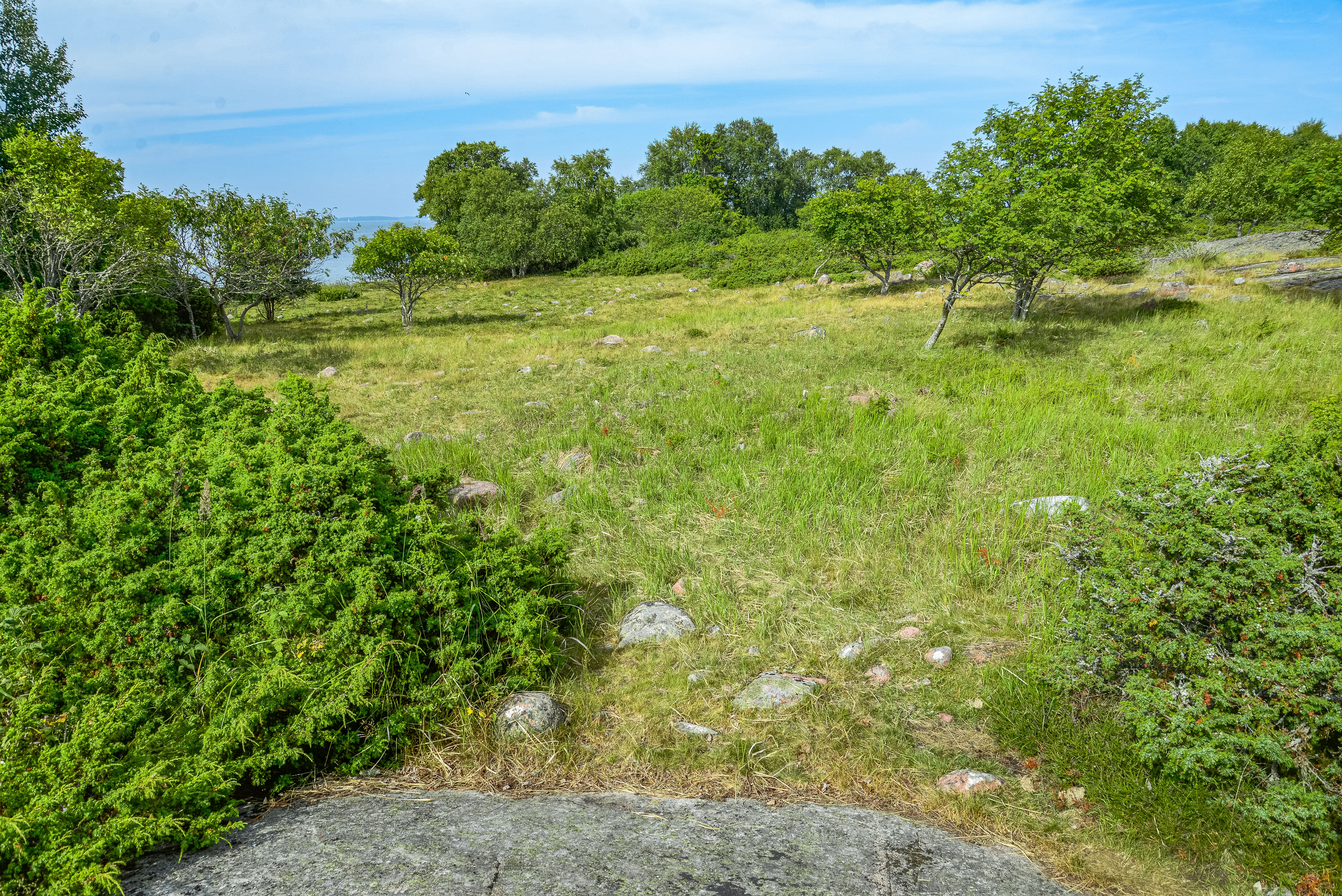
Vy från hemlandet.
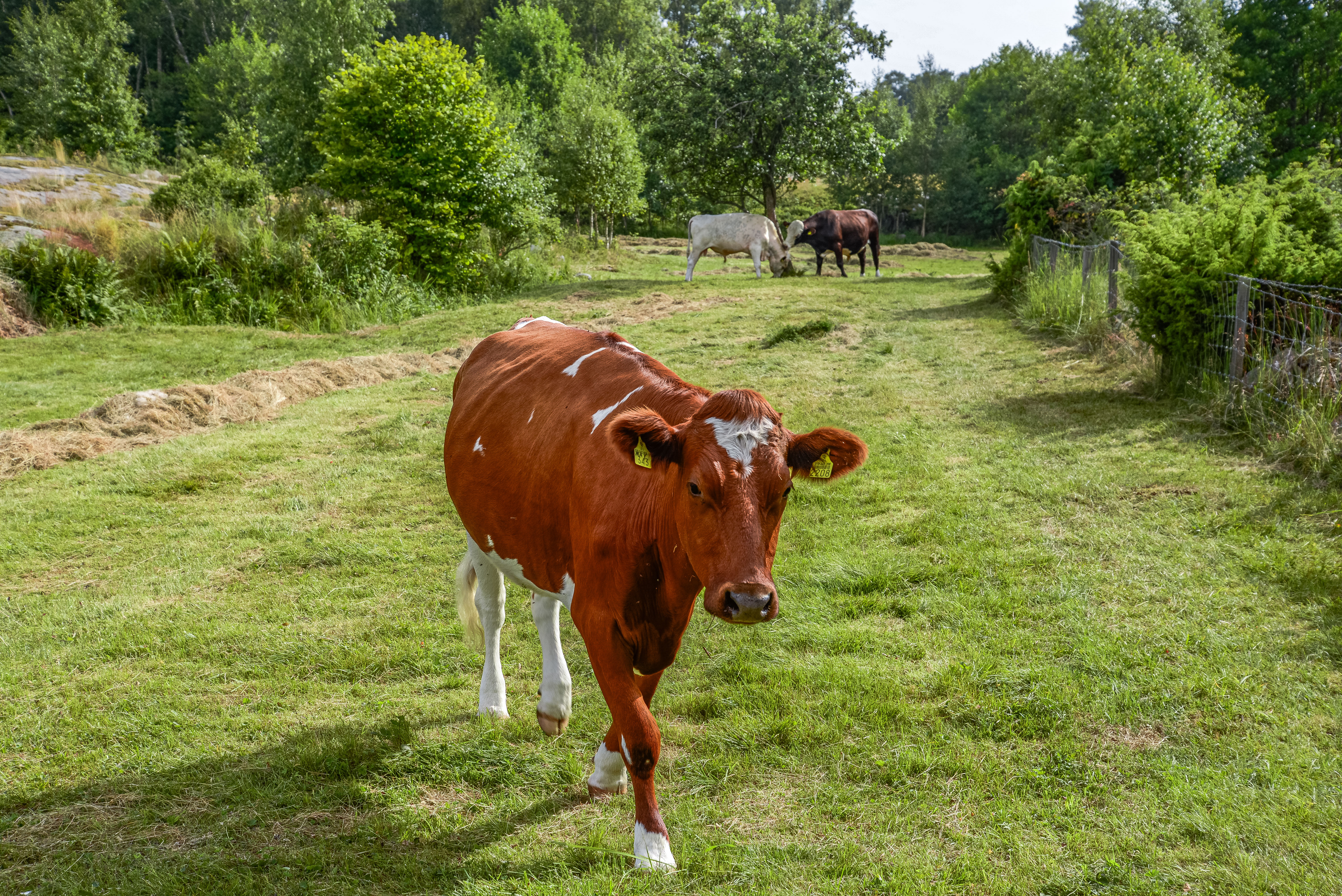
Betande ungdjur håller landskapet öppet.
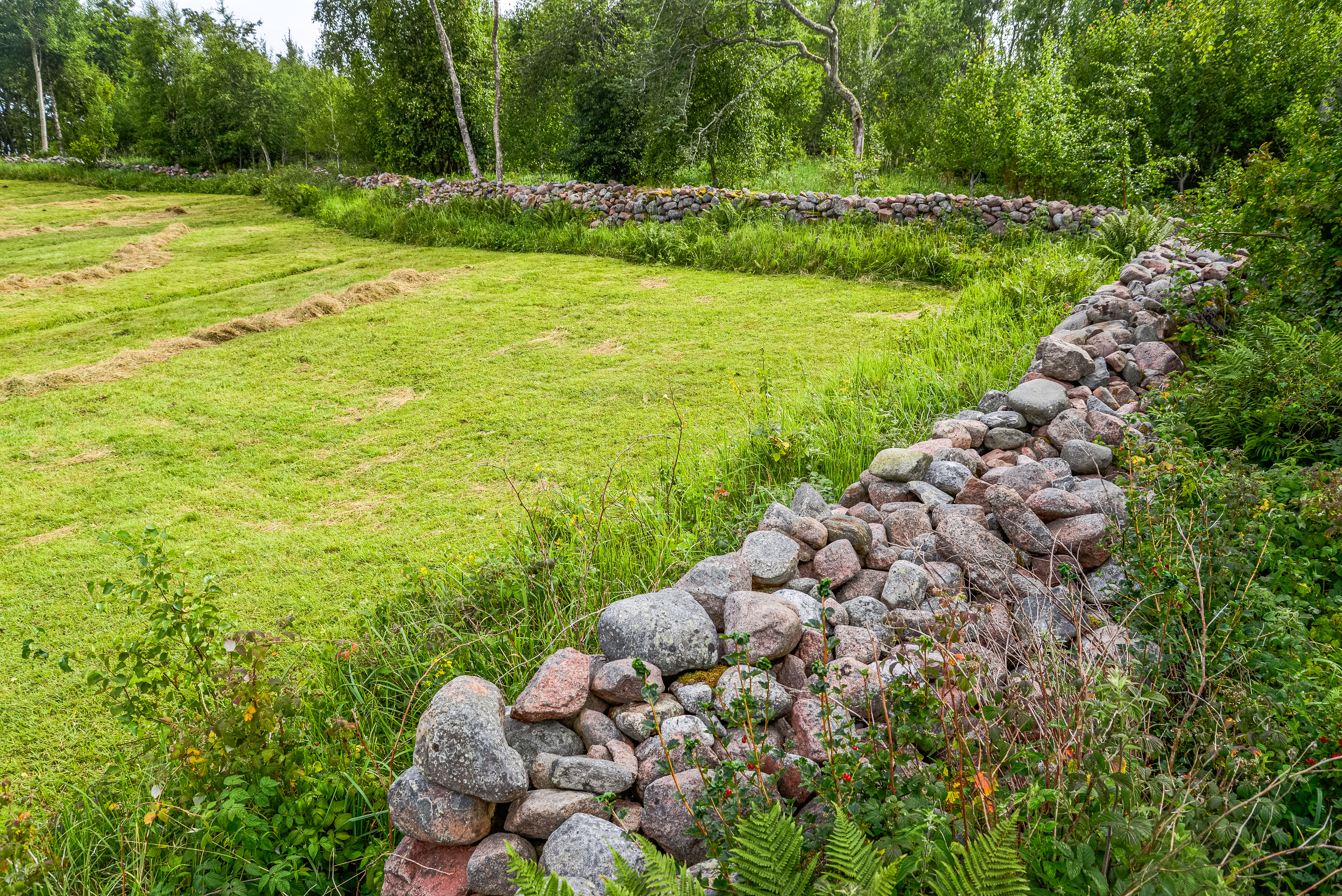
Generationers odlarmöda.
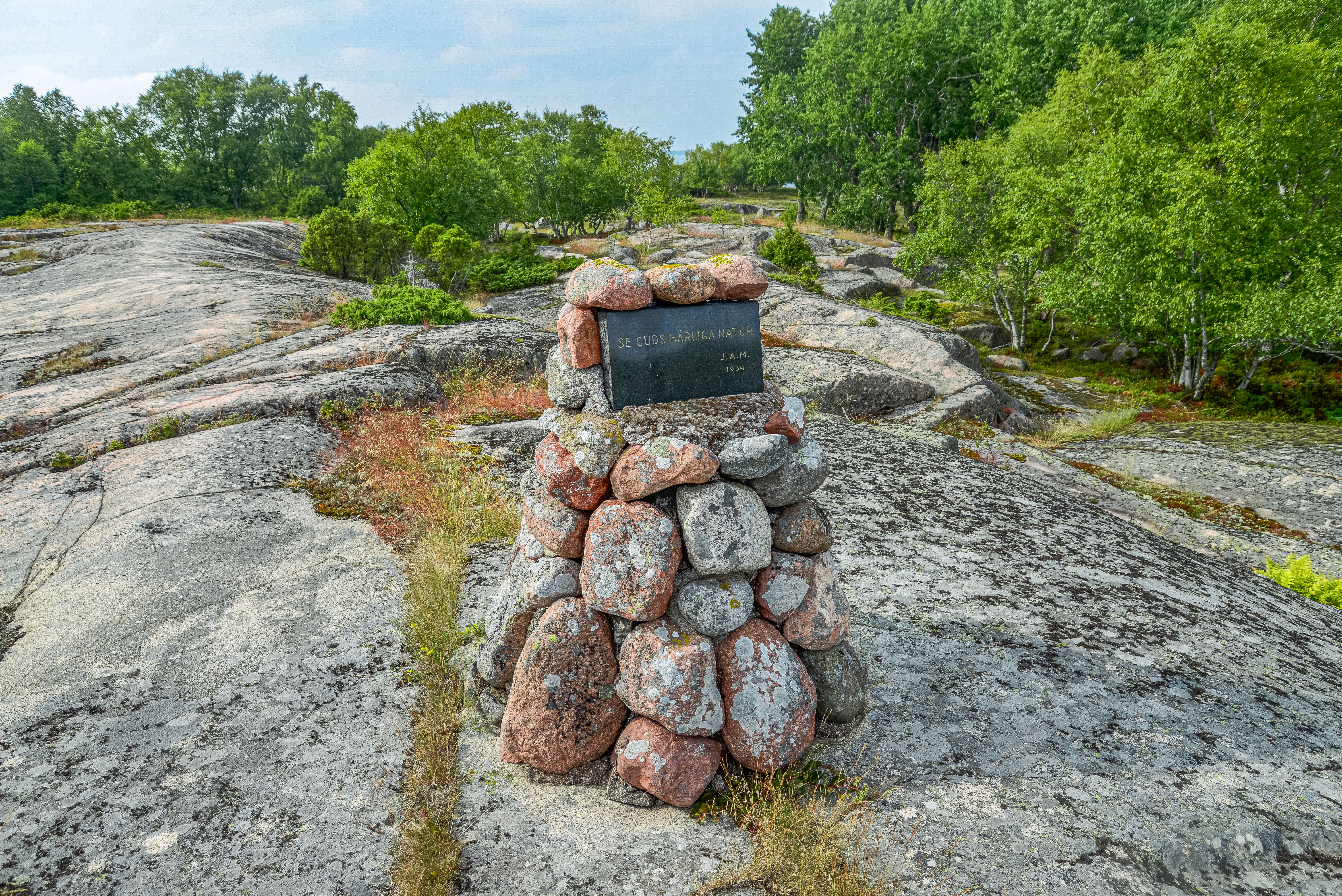
"Se Guds härliga natur." En uppmaning 1934 i sten från Björkörs siste beboare, Johan August Mattsson.
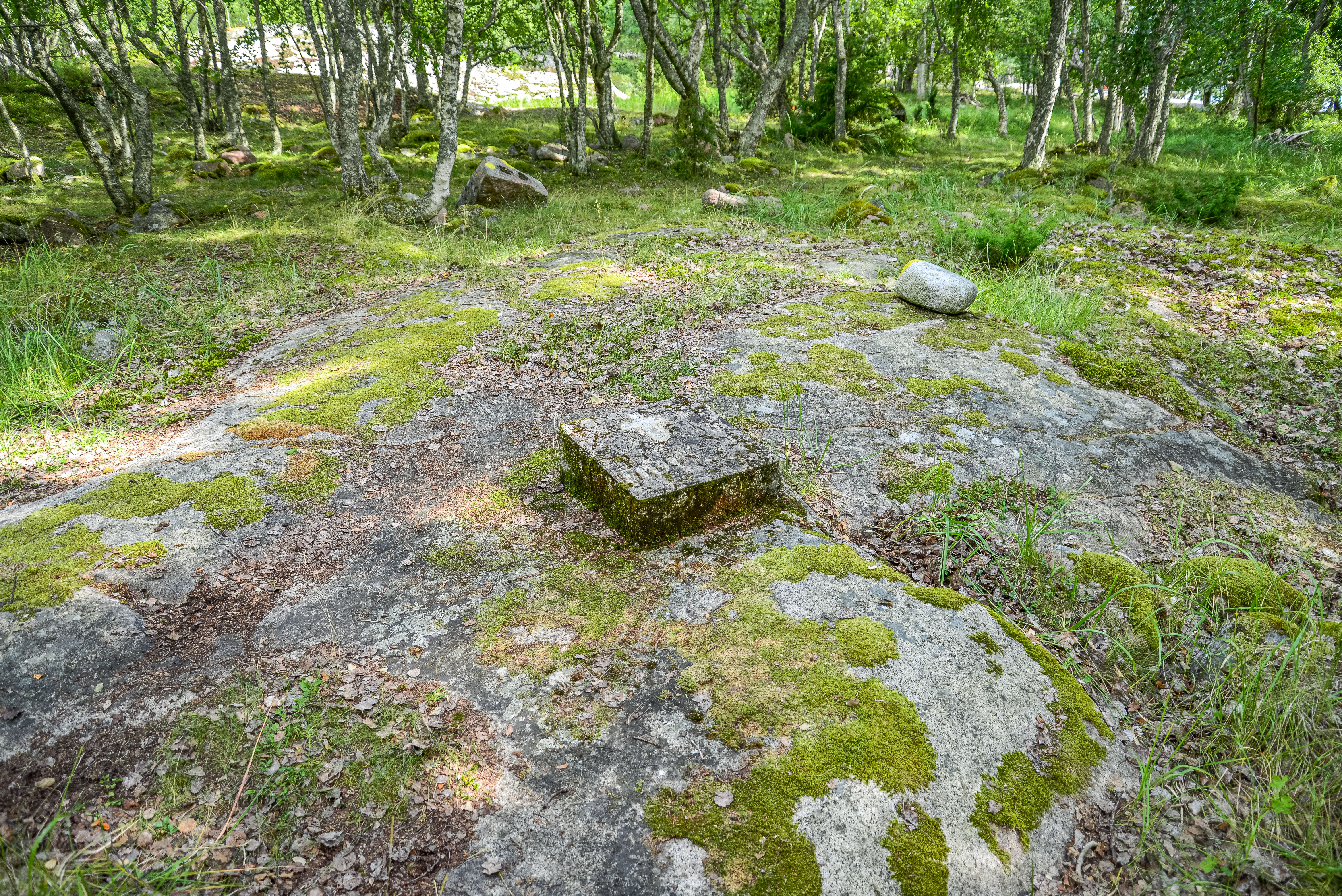
Minnessten över Johanna Greta Andersdotter (1791–1851) som just här blev ihjälstångad av en tjur.

## Holmar och skär
Bland större holmar och skär som hör till Björkörs arkipelag märks:
- Allgrunden (visa på karta), några klippor i havet.
- Björkör (visa på karta), 60 hektar, hemlandet där bebyggelsen finns, 600 meter i nord-sydlig riktning och 1200 meter i öst-västlig med en högsta punkt på 15 meter över havet.
- Fjärdharan (visa på karta), 0,8 hektar, största längd 160 meter.
- Gropskär (visa på karta), 4,3 hektar, största längd 330 meter. – Kallas 1774 Vattuskär. På skäret finns en vattugrop som bidragit till friskvattenförsörjningen, särskilt under torrtider.[8]
- Hamnskär (visa på karta), 2,4 hektar, största längd 310 meter.
- Kårdiskan (visa på karta), 6,3 hektar, största längd 450 meter.
- Långören (visa på karta), belägen inom Lemlands kommuns gränser men hör till Björkör och Föglö kommun, 20,9 hektar, största längd 1200 meter.
- Lägnorna (visa på karta), några skär i havet, det största 0,3 hektar och 80 meter från strand till strand.
- Lästen (visa på karta), en klippa i havet, 20 meter från strand till strand.
- Norra Askskär (visa på karta), 11 hektar, största längd 480 meter.
- Norra Brännskär inklusive Alkobben (visa på karta), 5,8 hektar, största längd 600 meter.
- Norra Märrskär (visa på karta), 2,9 hektar, 290 meter från strand till strand.
- Rönnskär (visa på karta), 3,1 hektar, största längd 270 meter.
- Sarvkobb (visa på karta), 2,2 hektar, största längd 290 meter.
- Sarvkobbs grunden (visa på karta), 0,8 hektar, största längd 130 meter.
- Skräckskär (visa på karta), belägen inom Lemlands kommuns gränser men hör till Björkör och Föglö kommun, 6 hektar, största längd 400 meter.
- Smörkläpparna (visa på karta), en grupp skär, klippor och grynnor, det största 1,6 hektar och 270 meter från strand till strand.
- Stora Karskär (visa på karta), 6,5 hektar, största längd 370 meter.
- Södra Askskär (visa på karta), 3,9 hektar, största längd 410 meter.
- Södra Märrskär (visa på karta), 2,3 hektar, största längd 270 meter.
- Tistronlandet (visa på karta), 2,1 hektar, största längd 260 meter.
- Tvillingarna (visa på karta), två skär intill varandra, det största 0,6 hektar och 150 meter från strand till strand.
- Vivarskär (visa på karta), 5,9 hektar, största längd 350 meter.
- Åsarna (visa på karta), några klippor i havet.
- Örskär  (visa på karta), 4 hektar, största längd 320 meter.
- Östra Sundskär (visa på karta), belägen inom Lemlands kommuns gränser men hör till Björkör och Föglö kommun, 5,6 hektar, största längd 370 meter.